# Hochstedt (Erfurt)
Hochstedt ist ein Ortsteil der Thüringer Landeshauptstadt Erfurt.

## Geografie
Hochstedt liegt knapp zehn Kilometer östlich der Erfurter Innenstadt im Tal des Vieselbachs, der in der Gemarkung des Ortsteils die Talsperre Vieselbach speist. Das Dorf liegt in der landwirtschaftlich geprägten Gegend des Thüringer Beckens. Angrenzende Orte sind Vieselbach im Norden, Utzberg im Osten, Mönchenholzhausen im Süden sowie Linderbach und Azmannsdorf im Westen.

## Geschichte
Hochstedt wurde 1104 erstmals erwähnt. Damals erschien es unter dem Namen Hockestett in einem Besitzverzeichnis des Erfurter Petersklosters, dem das Dorf mit seinen Gütern gehörte. Erzbischof Ruthard von Mainz nahm darin die Abtei Petri et Pauli zu Erfurt in seinen Schutz und bestätigte ihr die Besitzungen unter anderem in Hochstedt. Die Benediktiner des Klosters bauten im Gebiet um Hochstedt Wein an; der Flurname „Weinberg“ zeugt von dieser Zeit. Im Zuge der Auseinandersetzungen mit den Grafen von Gleichen wurde Hochstedt 1272 von Erfurter Bürgern zerstört. Albrecht und Ernst, Grafen von Gleichenstein, schenkten 1273 dem Erfurter Peterskloster ihre Rechte an Land und einem Hof in Hochstedt. Über vierzig Jahre später, 1316, verkaufte Graf Hermann von Gleichen dem Peterskloster Land in Hochstedt und räumte ihm ein Vorkaufsrecht auf das Blutgericht in diesem Dorf ein. Elf Jahre später – 1327 – versetzte der Graf die Grafschaft Vieselbach, wozu auch Hochstedt gehörte, an die Stadt Erfurt. Im Jahr 1343 verkaufte er die Grafschaft der Stadt.
Im Mittelalter gehörte der Ort zu den 300 Waiddörfern um Erfurt. So wurden um das Jahr 1500 in Hochstedt fast 50 Acker Färberwaid angebaut. Für diese Zeit sind im Ort 11 Waidbauern nachweisbar, die mit ihren Karren auf den Waidanger in der nahen Stadt zogen und dort ihre Ernten verkauften.
Im Jahr 1616 wurde der Neubau einer Kirche beschlossen und in den Jahren darauf verwirklicht. 1690 wurde die Kirche ein Filial der Kirche von Azmannsdorf. Bei der Neugliederung des Erfurter Landgebietes kam Hochstedt schließlich 1706 zum Amt Azmannsdorf. Im Jahr 1726 erhielt Hochstedt die Braugerechtigkeit. Im Jahr 1802 wurde Hochstedt, zusammen mit Erfurt preußisch und im Jahr darauf wurde der Wirtschaftshof des Petersklosters in Hochstedt von der preußischen Regierung säkularisiert. 1806 geriet Erfurt mit Hochstedt unter französische Herrschaft (Fürstentum Erfurt). Im Zusammenhang mit dem Wiener Kongress wurden große Teile des östlichen Erfurter Landgebietes, darunter auch Hochstedt, 1815/16 an das Großherzogtum Sachsen-Weimar-Eisenach abgetreten. Bis 1850 gehörte Hochstedt nun zum Amt Vieselbach, dann zum Verwaltungsbezirk Weimar.
Im Jahr 1842 wurde das ehemalige Klostergut zerschlagen, in einzelne Parzellen aufgeteilt, die verkauft wurden. Nach einer Neueinteilung der Kreise im Jahr 1922 gehörte Hochstedt zum Landkreis Weimar. Nach dem Zweiten Weltkrieg wurde Hochstedt 1950 dem Landkreis Erfurt zugeordnet.
Am 14. März 1974 wurde Hochstedt Teil der Gemeinde Vieselbach. Am 1. Juli 1994 erfolgte die Eingemeindung zusammen mit Vieselbach nach Erfurt. Dort wurde es getrennt von Vieselbach als 43. Stadtteil geführt.
1978 brannte aus ungeklärter Ursache die Kirche St. Pankratius nieder und wurde bis 1984 in vereinfachter Form wiederaufgebaut.
Im Jahr 2004 feierte der Ort das Jubiläum der Ersterwähnung vor 900 Jahren.

### Einwohnerentwicklung
| Jahr      | 1843 | 1910 | 1939 | 1995 | 2000 | 2005 | 2010 | 2015 | 2020 |
| --------- | ---- | ---- | ---- | ---- | ---- | ---- | ---- | ---- | ---- |
| Einwohner | 175  | 273  | 348  | 320  | 307  | 289  | 285  | 275  | 263  |

## Wirtschaft und Verkehr

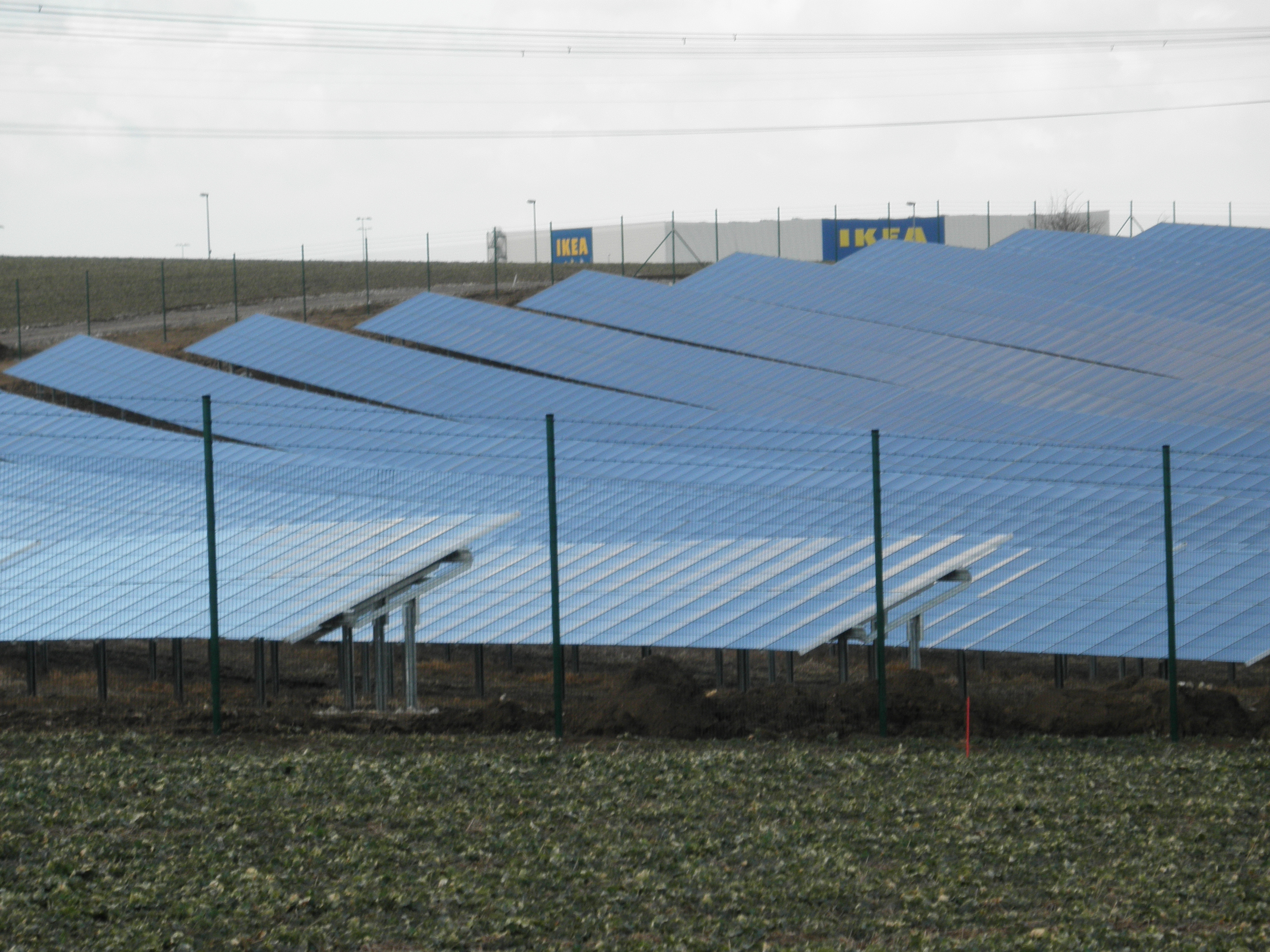
Solarkraftwerk auf Ackerfläche südwestlich des Ortes

Wichtigster Wirtschaftsbetrieb in Hochstedt ist das Güterverkehrszentrum Vieselbach, das sich westlich des Dorfes befindet.
Im Dezember 2009 hat die Bosch Solar Energy AG auf einer Ackerfläche auf dem Gelände des GVZ ein großes Solarkraftwerk in Betrieb genommen.
Über die Landesstraße 1056 ist Hochstedt mit Vieselbach und Sömmerda im Norden und mit Mönchenholzhausen (Bundesstraße 7) im Süden verbunden.
Der Bahnhof Vieselbach an der Thüringer Bahn von Erfurt nach Weimar liegt etwa 700 Meter nördlich des Ortes.

## Kultur und Sehenswürdigkeiten

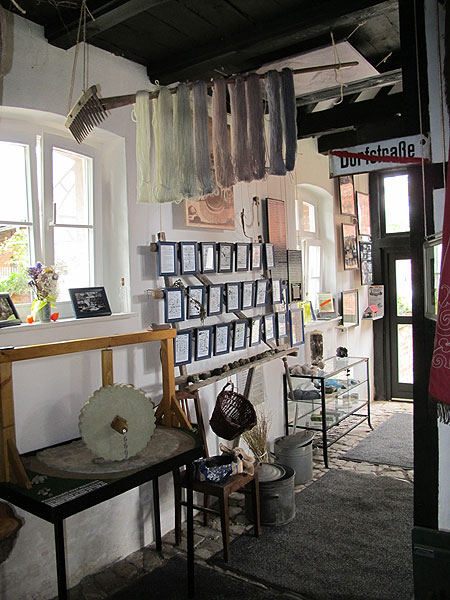
Heimat- und Waidmuseum Hochstedt

- Im Sommer 2003 wurde das Heimatmuseum von Hochstedt eröffnet. Das ehemalige Wirtschaftsgebäude der Hochstedter Schule konnte mit Mitteln der Dorferneuerung zum Museum umgebaut werden und beherbergt seitdem auch die funktionstüchtige historische Feuerspritze, die die Firma Sorge aus Vieselbach im Jahr 1884 hergestellt hatte. Der Heimatverein von Hochstedt zeigt im Museum seit 2006 jährlich eine Sonderausstellung zu einem örtlichen Thema. Da immer mehr Exponate im Zusammenhang mit dem Waid-Anbau, -Handel und dessen Verarbeitung die Ausstellung bereicherten, wurde das Museum im Herbst 2010 in Heimat- und Waidmuseum umbenannt.
- Seit 2005 feiert Hochstedt jährlich ein Waid-Fest in Erinnerung an die früher große Bedeutung der Färberpflanze für den Ort.
- Am 5. September 2009 wurde ein Waid-Denkmal in Hochstedt enthüllt. Es besteht aus der Nachbildung eines Waid-Mühlsteins mit einer Edelstahltafel, die aus dem „Erfurter Waid-Büchlein“ die Namen der Hochstedter Waidbauern von 1492 bis 1510 verzeichnet.
- Denkmal für die Gefallenen beider Weltkriege auf dem Zentralen Platz. Von 1953 bis zur politischen „Wende“ stand hier ein Karl-Marx-Denkmal auf dem „Karl-Marx-Platz“. Der dazugehörende Findling wurde am Hoftor des früheren Gutes im Unterdorf abgestellt und im Mai 2011 „gestohlen“.
- Die Dorfkirche St. Pankratius (Lage→). Sie wurde nach der Zerstörung durch einen Brand (Brandstiftung) der Vorgängerkirche neu errichtet und am 13. November 1984 eingeweiht. Wertvolle Kunstschätze (Altar, Kanzel, Taufbecken) gingen damals verloren. Heute schmückt unter anderem ein Flügelaltar aus Nottleben sowie eine Kanzel das Gotteshaus.

Siehe auch Liste der Kulturdenkmale in Hochstedt (Erfurt)

## Vereine
- Heimatverein Hochstedt e. V.
- SV Blau Weiß 90 Hochstedt e. V.